# Бука (ЦАР)
Бука (фр. Bouca) — город в Центральноафриканской Республике, в префектуре Уам, где является центром одной из её пяти субпрефектур. Население — 19 320 чел. (2021).

## География и климат
Город расположен западнее центра страны, на берегу реки Фафа, в 165 км от границы с Чадом. Расстояние до столицы страны, Банги, составляет 240 км (по прямой; по автодороге — от 275 до 299 км). В Буке перекрещиваются дороги, соединяющие различные части страны.
| Показатель                                                                       | Янв. | Фев. | Март | Апр. | Май | Июнь | Июль | Авг. | Сен. | Окт. | Нояб. | Дек. | Год  |
| -------------------------------------------------------------------------------- | ---- | ---- | ---- | ---- | --- | ---- | ---- | ---- | ---- | ---- | ----- | ---- | ---- |
| Средний суточный максимум, °C                                                    | 28   | 29   | 31   | 28   | 28  | 25   | 24   | 26   | 25   | 24   | 26    | 26   | 26,7 |
| Средний суточный минимум, °C                                                     | 12   | 14   | 18   | 19   | 18  | 18   | 18   | 17   | 17   | 17   | 15    | 12   | 15,4 |
| Норма осадков, мм                                                                | 3    | 0    | 42   | 45   | 84  | 126  | 144  | 189  | 183  | 171  | 9     | 0    | 996  |
| Источник: http://www.worldweatheronline.com/Bouca-weather-averages/Ouham/CF.aspx |      |      |      |      |     |      |      |      |      |      |       |      |      |

## Население
Численность населения города стабильно растёт: если в 1988 году здесь проживало 11 343 человека, в 2003 — 12 280, то в 2013 — 12 493.